# コンビニ番長
『コンビニ番長』（コンビニばんちょう）は、ふくた伊佐央による日本の4コマ漫画。『livedoorデイリー4コマ』にて連載。

## 概要
コンビニエンスストア『コンビニ』でアルバイトする高校生、山田番長とその周囲の日常を描く。
livedoorデイリー4コマでは2007年3月14日より2011年8月31日にかけて配信。並行して『月刊まんがくらぶ』（竹書房）で2007年6月号にゲスト掲載後、同年8月号から2010年8月号まで連載された。『月刊まんがライフオリジナル』（竹書房）2010年2月号にもゲスト掲載されている。

## 登場人物

### 『コンビニ』の店員
山田番長（やまだ ばんちょう）
本作品の主人公。『コンビニ』近所の工業高校に通う現役高校生にして優秀なバイト。名前の通り、髪型がリーゼントで喧嘩無敗で舎弟もかなりいる番長だが、仕事場では真面目で温厚な勤労学生。しかし時折やんちゃで横暴なところもある。学業成績は優秀で、防犯カメラを作ってコンビニ強盗を撃退したこともある。オム彦というオウムを飼っている。
まんがライフ2010年1月号掲載の『こけももさん』（なかしまゆみこ）にて、コンビニ店員としてゲスト出演している。
その後、自らコンビニ経営をする目標を達成するために『コンビニ』を退職。他店でのバイトをした後に、コンビニチェーン店を開業している。
店長
『コンビニ』の店長を務める、眼鏡をかけた中年男性。真面目で内気で少々天然ボケ。人を観る目があり、番長を採用した際のもその眼力を発揮している。
金田
『コンビニ』でアルバイトをするフリーターの青年。大食いで温厚で人畜無害。親にお年玉をねだる厚かましい一面あり。番長より年長と思われるが、番長からはタメ口をきかれている。

### そのほかの人物
おつかい兄弟
『コンビニ』常連客の子供たちで、丸刈りの兄と鼻水を垂らした弟の兄弟。母親想いで健気な一方、したたかな一面がある。母親は『コンビニ』本部の弁当開発担当者。『まんがくらぶ』連載分のみ登場。
石清水ルミ
『コンビニ』常連客のOL。炊事がまったくだめで、コンビニ弁当や総菜に頼り切り。
コンビニカップル
『コンビニ』の常連客であるカップル。『コンビニ』へ買い物にやってきてはいちゃついたり痴話喧嘩をしている。
星ヶ丘ケン
『コンビニ』常連客の青年（28歳）。当初、近所では公務員として通っているが、実際は無職だった。後にコンビニのバイトを経て就職活動をはじめる。livedoorデイリー4コマ版のみ登場。
土井垣さん
番長の元・彼女。コンビニ嫌い。自分よりもコンビニバイトを重視した番長と別れたが、不本意ながらも店員と客としての関係が続く。その後、コンビニでのバイトを始めた後、番長と結婚している。
根亀アキラ
番長と同じ高校に通う秀才の青年。自分より学業成績優秀な番長の秘密を探ろうとしている。livedoorデイリー4コマ版のみ登場。

## 単行本
1. 第1巻（2009年11月10日発行） ISBN 978-4-8124-7175-3